# Hippolyte Sebron
Hippolyte Sebron, né à Caudebec-en-Caux le 1er août 1801   et mort à Nogent-sur-Marne dans sa résidence d'été le 31 août 1879, est un peintre français. Il repose dans la division 95 du cimetière du Père Lachaise, à Paris.
Peintre de vues, pastelliste, portraitiste, paysagiste et photographe, Sebron fut l'élève de Louis Daguerre à Paris. Grand voyageur, il parcourut l'Europe, le pourtour méditerranéen et l'Amérique du Nord pour peindre des ruines et des paysages. Son travail fut récompensé de nombreuses fois au Salon de Paris et ses toiles exposées aux États-Unis lui offrirent une renommée internationale.

## Biographie

### Premières années

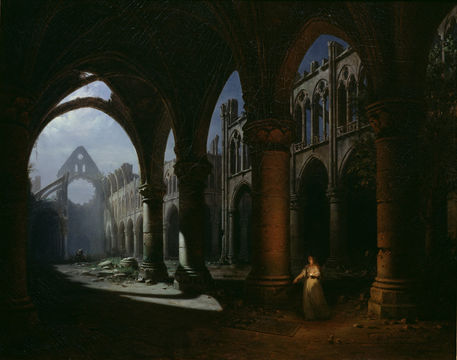
Intérieur d'une abbaye en ruines, 1848, Musée Bossuet, Meaux.

Hippolyte Sebron étudie à l'École des beaux-arts de Paris. Le début de sa carrière est consacré uniquement à la réalisation de décors.
Grand voyageur, Sebron entreprend de nombreux périples à ses frais et expose ses toiles au Salon, dès 1825. Il acquiert alors une notoriété naissante dans le genre de la peinture d'intérieur avec des œuvres telles que l’Intérieur de St Omer, en 1825, ou l’Intérieur de Saint-Vandrille (1825).
En 1827, alors qu'il travaille à l'Opéra et à Ambigu-Comique, Louis Daguerre, qui vient de créer le diorama, le prend comme élève. Il devient alors son collaborateur. Sebron travaille également sous la direction de Léon Cogniet. Auprès de son maître, Sebron ne peint que des images de diorama.
De nombreuses toiles signées Daguerre sont, en fait, peintes par Hippolyte Sebron. Comme il l'explique dans son Mémoire : « Sie su vos non vobis, me fut appliqué dans toute sa rigueur ». Mais cela n’incita pas l'élève à quitter son maître. Après avoir effectué plusieurs travaux en Angleterre, il reçoit de nombreuses offres à Londres, mais l'attachement qu'il porte au diorama le fait rester à Paris, bien qu'il travaille dans l'ombre. Lors de ce voyage, il peint cinq grands dioramas pour un spéculateur anglais. Ce dernier les emporte alors en Amérique et fera fortune quelques années plus tard en les exposant.
En mai 1830, il fait un voyage en Italie. Il revient avec plus de 150 vues de villes et de monuments. De retour à Paris, il reprend ses travaux et termine le diorama Vue de l'Hôtel de ville, épisode de la révolution de 1830.
Pour conquérir une réputation qu'il mérite, il sacrifie tout au travail et perfectionne ses dioramas à double effet. C'est alors qu'il peint la Vue du bassin du commerce à Gand, tableau représentant le jour et la nuit. Deux dioramas, l’Intérieur de Saint-Étienne-du-Mont vu le jour et pendant la messe de minuit où l'on voit le jour l'église à peu près vide et une foule pendant l'effet de nuit et la Vallée de Goldau comptent les plus grands succès du diorama de Daguerre alors qu'ils sont entièrement dus à Sebron. Ces tableaux transparents à double effet furent remarqués par le gouvernement qui attribua une pension de 2 000 francs à Louis Daguerre.
Lassé par une réputation qui lui est ôtée, il renonce au diorama et cesse sa collaboration avec Daguerre. Sebron affirme avoir réalisé entièrement 14 des 30 dioramas de 65 pieds de long sur 40 de haut exposés par Daguerre, ainsi que d’avoir collaboré à la réalisation des autres toiles.

### La consécration
Sebron expose ses œuvres, dont des peintures historiques, au Salon de Paris, entre 1831 et 1878. À l'instar de Louis Daguerre, Charles Marie Bouton, François Marius Granet ou Étienne Bouhot, Sebron peint des vues détaillées aux effets de lumière contrastés. Son style personnel est marqué par ses précédents travaux de diorama. Ses envois au Salon de 1838, 1840, 1844 et 1848 le couronnent de médailles tout comme son envoi à l'exposition de Rouen en 1835.

### Le voyageur

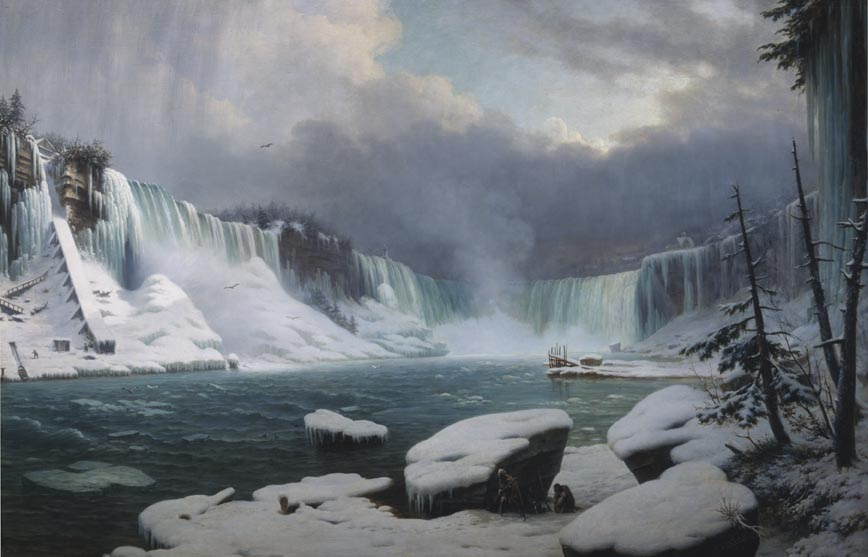
Chutes du Niagara en hiver, 1856, musée des beaux-arts de Rouen.

Vers 1838, il se rend au Pays basque espagnol pour travailler. Quatre de ses œuvres sont reproduites pour illustrer le Voyage pittoresque en Espagne, au Portugal et sur la côte d'Afrique du baron Taylor. Il est également l'auteur, seul ou en collaboration, de La Crucifixion, et la ville de Jérusalem qui compte parmi les premiers dioramas aux États-Unis.
En 1840, il effectue un second voyage en Italie. Il y effectue le tableau Intérieur de Saint-Marc de Venise. Cette toile sera alors achetée à Rotterdam et lui vaudra cette année-là le titre de membre de l'Académie d'Amsterdam et de Rotterdam.
En 1842, il réalise Le Baptême de monseigneur le comte de Paris dans l'église Notre-Dame de Paris, le 2 mai 1841, commandé par Louis-Philippe pour le musée historique de Versailles. Au Salon de Bruxelles de 1842, sa toile Souvenir de la Durance (paysage effet de clair de lune) est achetée par le roi Léopold Ier et il reçoit la décoration de l'ordre de Léopold.
En 1844, il peint une Vue du château de Neuilly. Au cours de cette décennie, il se rend en Angleterre où il réalise une Vue intérieure de la chapelle Saint-Georges à Windsor qu'il expose au Salon de 1844 puis au Louvre avant d'être achetée par le roi Guillaume II. Il réalise, cette année-là, une de ses œuvres les plus connues : Une somnambule dans un cloître (effet de lune et de lampe) qui sera également achetée par Guillaume II.
Un an plus tard, il expose une Vue de la campagne de Richmond : effet de clair de Lune. Il part ensuite en Espagne puis au Maroc. À son retour en 1846, le prince de Montpensier demande à Sebron de voir ses toiles et il choisit 12 aquarelles pour la duchesse.
Lors de l'incendie de la bâtisse, à la révolution de février 1848, 22 de ses œuvres conservées au château de Neuilly, sont brûlées. En juillet, il peint La Distribution des drapeaux à la Barrière de l'étoile, un effet de soir commandé par le gouvernement provisoire en place. Le peintre prépare alors son voyage le plus ambitieux en Amérique du Nord.

### Le voyage en Amérique du Nord, 1849-1855

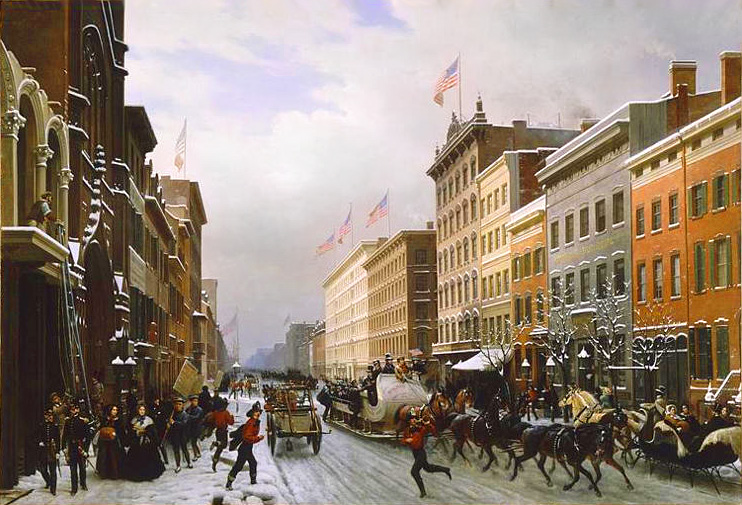
Perspective de la principale rue de New York pendant l'hiver (effet de neige), 1855, musée national de la coopération franco-américaine, château de Blérancourt.

Entre 1849, fort d'une renommée désormais internationale, il part pour un voyage de six ans en Amérique du Nord. Il va alors parcourir plusieurs États des États-Unis et le Canada, dans un voyage qu'il considère comme « le plus complet que jamais un artiste ait accompli dans ce pays ». Il visite entre autres New York et la Louisiane. Les toiles principales sont Une grande vue du Niagara (1850) achetée à New York pour Lord Carlisle en Angleterre, une Vue du port de la Nouvelle Orléans (1851) envoyée à l'exposition de 1853, et une Vue de la grande cataracte du Niagara l'hiver (1856).
Son tableau La Somnambule, une composition gothique, figure dans une exposition de l’American Art Union en 1850. L'une de ses œuvres les plus connues et admirées : Perspective de la principale rue de New York pendant l'hiver (effet de neige) (1855) est une vue de Broadway admise à l'exposition universelle des beaux-arts évoquant la vie new-yorkaise des années 1850. Cette toile a été déposée par le musée de Rouen au musée national de la Coopération franco-américaine de Blérancourt.
Cependant, l'Amérique étant pour Sebron est « un pays où le goût des arts plus que modéré » et ses tableaux d'intérieurs ne lui permettant pas de vivre correctement, il s'essaie au portrait. Il connaît le succès avec ses pastels et effectue, lors de ce séjour, près de 60 portraits.

### Fin de carrière
De retour en France, il reprend ses voyages, peignant des ruines et des intérieurs d'églises qui sont des thèmes fréquents dans son l'œuvre, thèmes qui se retrouvent dans  l’intérieur de la Cathédrale de Milan (1841) ou encore l’Intérieur d'une abbaye en ruines (1848). Il parcourt l'Europe et le pourtour méditerranéen pour peindre vues, monuments et paysages. Plusieurs de ses tableaux ont pour cadre le Proche-Orient, Constantinople, l'Égypte ou encore la Syrie, comme Les Ruines de Baalek (1870).

## Dioramas
- La Vue de Brest, 1825.
- La Vallée de Chamonix, 1825.
- Les Rochers du Saint-Gothart, vues prises d'après nature et qui furent l'objet de voyages en Bretagne et en Suisse, 1825.
- Le Tableau du Déluge, d'après une composition de Daguerre, 1825.
- L'Abbaye de Roslyn, 1825.
- La Chapelle d'Holyrood, 1825.
- Le Brouillard vu à travers un vestibule gothique, l'esquisse de 4 pieds peinte par Sebron fut vendue à Berlin et signée Daguerre, 1825.
- Vue d'Édimbourg (clair de lune), 1825.
- Le Tombeau de Napoléon à Sainte-Hélène, 1825.
- Une petite vue du grand canal de Venise, 1825.
- La Vue de Paris, prise de Montmartre, 1825.
- Intérieur de Saint-Vandrille, 1825.
- Intérieur de Saint-Omer, 1825.
- Vue de la ville prise du faubourg, 1825.
- Un cloître (clair de lune), 1825.
- Un autre cloître même effet, 1825.
- La Vue du bassin du Gand, 1833.
- L'Intérieur de Saint-Étienne-du-Mont, 1833.
- La Vallée de Goldeau, 1833.
- Vue de la cathédrale d'Auch, 1840.
- Intérieur de Saint-Marc de Venise, ce tableau rapporté d'un second voyage en Italie fut acheté à Rotterdam, et a valu à Sebron le titre de membre de l'académie de Rotterdam et d'Amsterdam, 1840.
- Vue du port d'Amsterdam au lever de la Lune, 1840.
- Cathédrale de Milan, œuvre achetée par le roi Louis-Philippe, 1841.
- Cathédrale de Milan, même sujet, acheté par banquier Balano Basabio de Milan, 1841.
- Souvenir de la Durance (paysage effet de clair de lune), acheté par le roi Léopold a l'exposition de Bruxelles, 1842.
- Intérieur de l'église de Saint-Jacques d'Anvers, acheté par le roi Léopold à l'exposition de Bruxelles, 1842.
- Vue intérieur de la chapelle de Windsor, toile de 10 pieds sur 7,5 de haut-exposé au Louvre et achetée par le roi Guillaume II, 1844.
- Une somnambule dans un cloître (effet de lune et de lampe), acheté par le roi Guillaume II, 1844.
- La Mosquée de Cordoue, 1845-1846.
- Les Rochers de Ronda, 1845-1846.
- La Vue générale de Grenade, 1845-1846.
- La Distribution des drapeaux à la Barrière de l'Étoile, effet de soir-commandé par le gouvernement provisoire, 1848.
- Une grande vue du Niagara, acheté à New York pour Lord Carlisle en Angleterre, 1850.
- Vue du port de la Nouvelle-Orléans, toile envoyée à l'exposition de 1853, 1851.
- Les chutes du Niagara : Le Fer à Cheval[16], gravé, polychrome, lithographie, 1852, musée du Nouveau Monde de La Rochelle.
- Les chutes du Niagara - vue générale[17], gravé, polychrome, 19ème, musée du Nouveau Monde de La Rochelle.
- Perspective de la principale rue de New York pendant l'hiver (effet de neige), toile de 10 pieds admise à l'exposition universelle des beaux-arts, 1855.
- Vue de la grande catarade du Niagara l'hiver, 1856.
- Vue de l'église de Saint-Jacques d'Anvers. 1857.
- Jubé de l'église de Saint-Jacques d'Anvers. 1857.

## Galerie

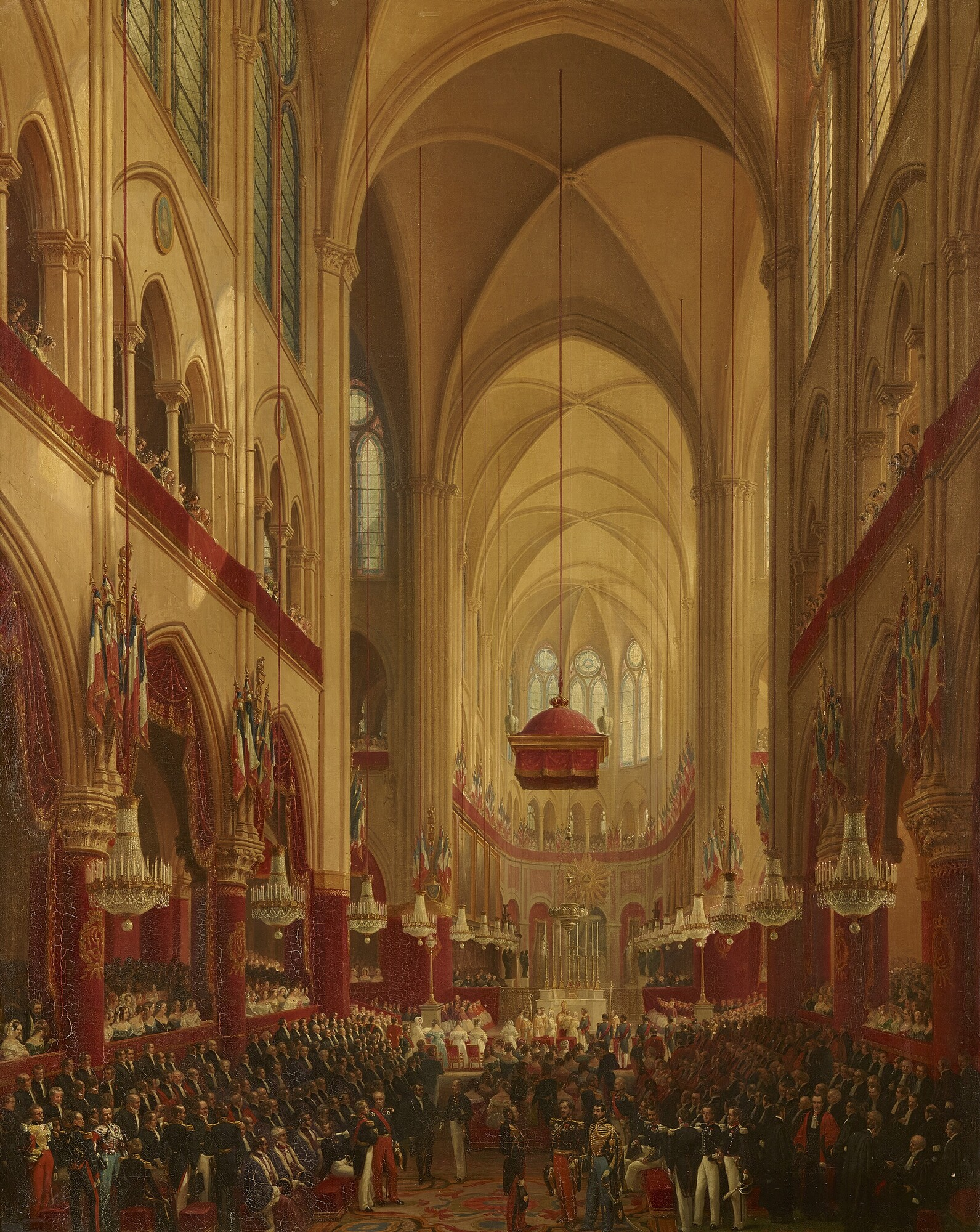
Baptême de monseigneur le comte de Paris dans l'église Notre-Dame de Paris 2 mai 1841, 1841, musée national des châteaux de Versailles et de Trianon.
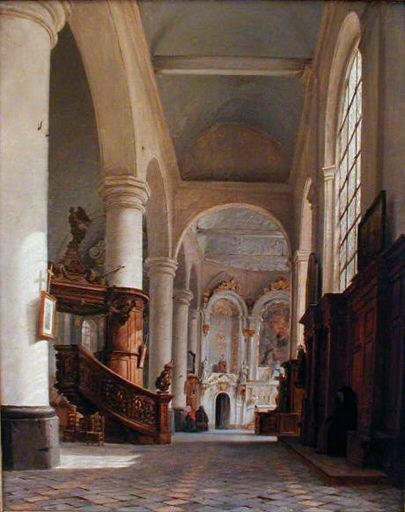
Intérieur de l'église Saint-Denis à Saint-Omer, 1835, musée de l'hôtel Sandelin, Saint-Omer.
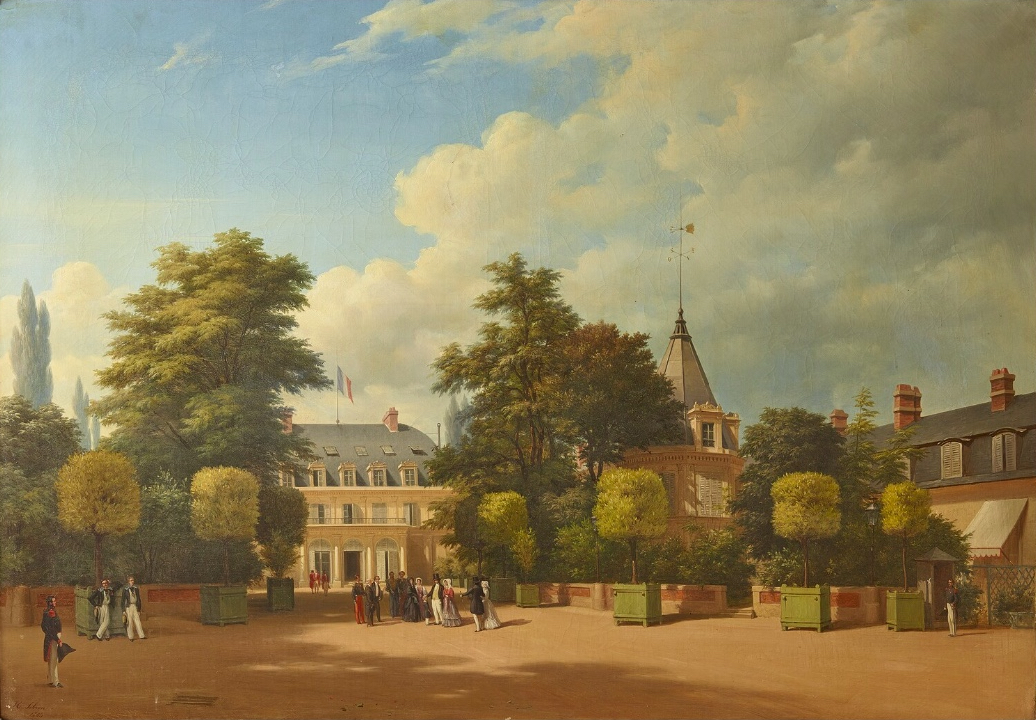
Vue du château de Neuilly, 1844, musée national des châteaux de Versailles et de Trianon.
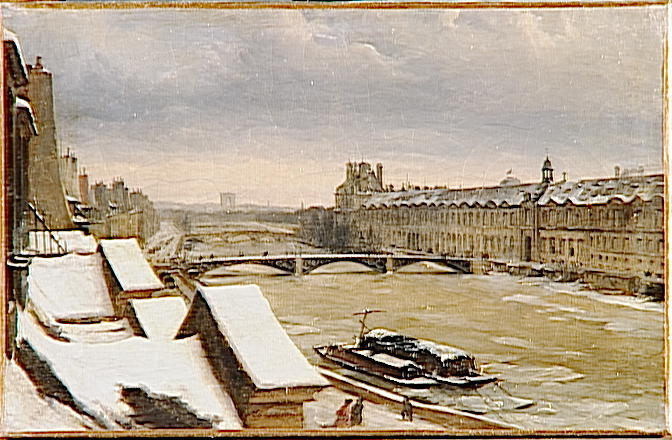
Vue de la grande galerie du Louvre, musée du Louvre, Paris.
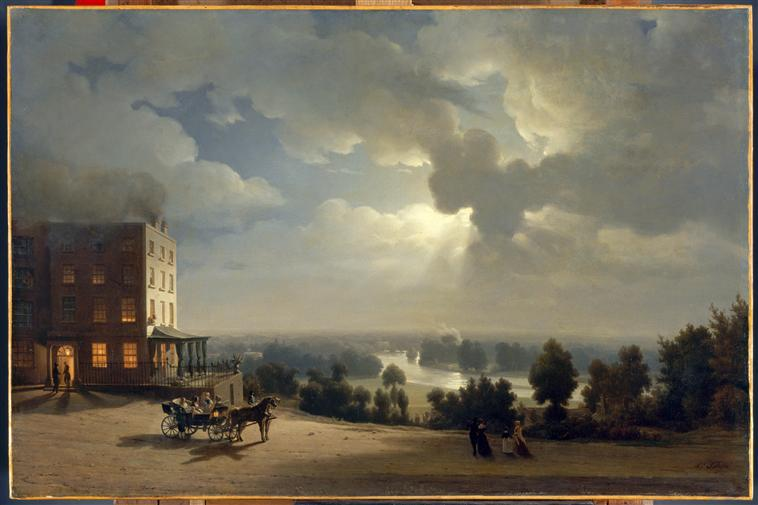
Vue de la campagne de Richmond, Effet de clair de Lune, 1845, musée du Louvre, Paris.
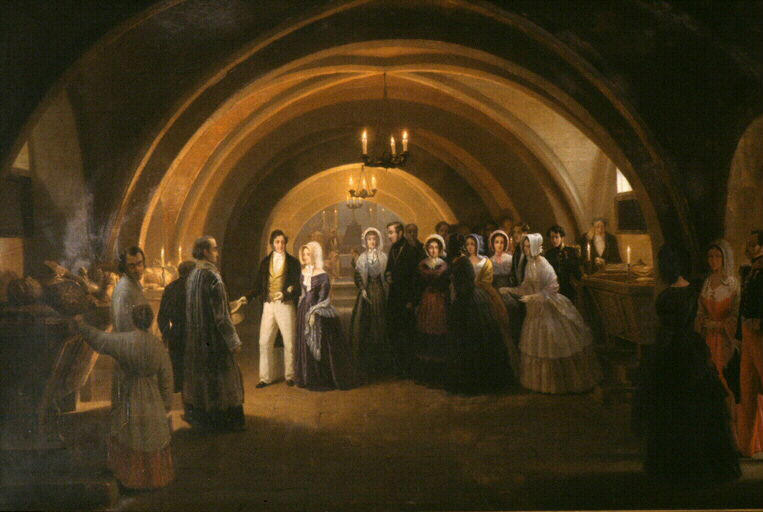
La Reine Victoria au bras de Louis-Philippe visite les tombeaux des comtes d'Eu le 5 septembre 1843, 1845, musée Louis-Philippe du château d'Eu.
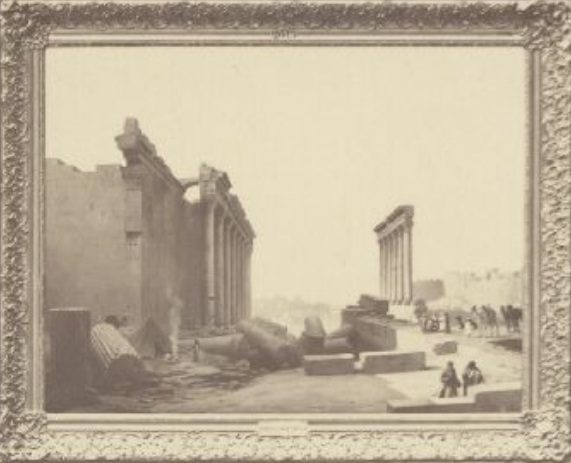
Ruines De Baalek, 1870, musée des beaux-arts de Troyes.
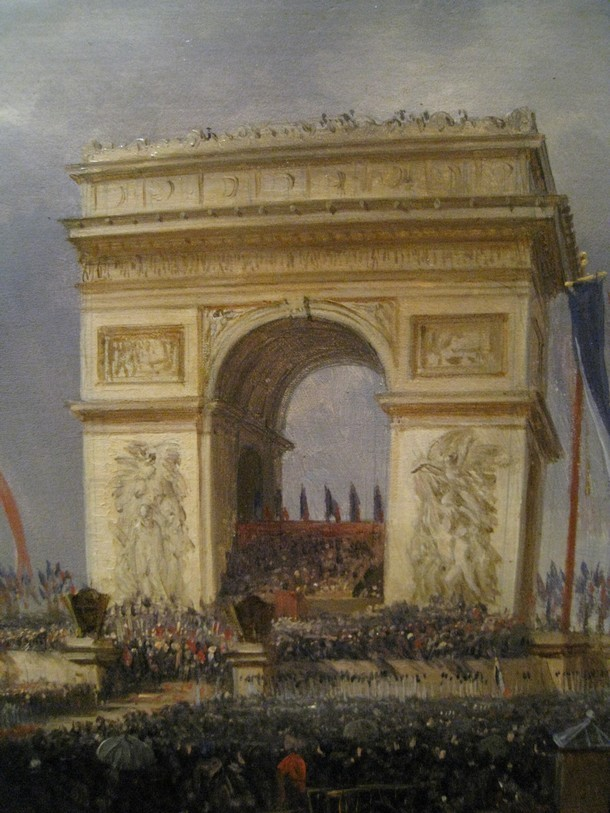
La Fête de la Fraternité, musée Carnavalet, Paris.
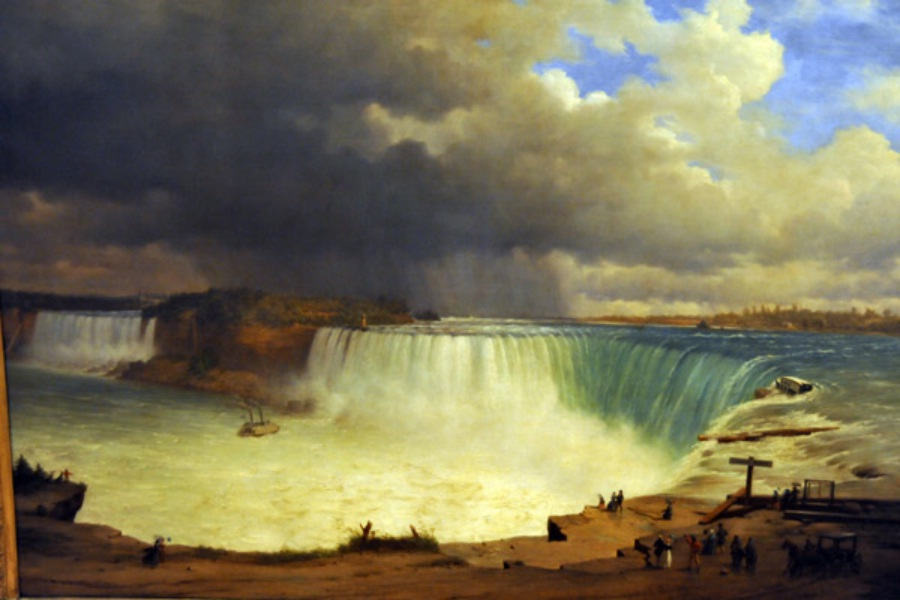
Table Rock, Niagara, 1850, Musée royal de l'Ontario, Toronto.

## Honneur
Hippolyte Sebron est :
- Chevalier de l'ordre de Léopold (Belgique, 1842)[18].